# Hippolyte Fauvel
Louis François Hippolyte Fauvel, né à Amiens le 19 août 1835 et mort le 10 décembre 1895 à L'Île-Saint-Denis, est un peintre français.

## Biographie
Louis François Hippolyte Fauvel est le fils de Jean-Baptiste Fauvel, docteur en médecine, et de Eugénie Soyez.
Il est le frère cadet de Pierre Fauvel.
Il expose au salon de 1861 ainsi qu'au Salon des refusés de 1873.